# Baron Ferrers of Groby

Wappen der Barone Ferrers of Groby

Baron Ferrers of Groby war ein erblicher britischer Adelstitel in der Peerage of England.

## Verleihung und Geschichte des Titels
Der Titel wurde am 29. Dezember 1299 für William Ferrers, einen Sohn von William Ferrers und Enkel des 5. Earl of Derby begründet, als dieser per Writ of Summons ins Parlament berufen wurde. Zur Unterscheidung von seinem Cousin John de Ferrers, 1. Baron Ferrers of Chartley wurde der Titel später nach dem Familiensitz Groby Baron Ferrers of Groby genannt.
Als Barony by writ war der Titel auch in weiblicher Linie erblich, weshalb er 1445 durch Heirat an einen Zweig der Familie Grey fiel, als nach dem Tod des 5. Baron Ferrers of Groby Elizabeth Ferrers, die Tochter von dessen verstorbenen ältesten Sohn Henry Grey den Titel erbte. John Grey, der älteste Sohn von Elizabeth Ferrers und Edward Grey heiratete Elizabeth Woodville. Nach John Greys Tod heiratete diese den englischen König Eduard IV. Dieser erhob seinen Stiefsohn Thomas Grey 1471 zum Earl of Huntingdon und 1475 zum Marquess of Dorset. Dessen Enkel Henry Grey, 3. Marquess of Dorset wurde 1551 zum Duke of Suffolk erhoben, doch 1554 als Hochverräter verurteilt und hingerichtet. Seine Titel, darunter der Titel Baron Ferrers of Groby, waren mit seiner Verurteilung verwirkt.

## Barone Ferrers of Groby (1299)
- William Ferrers, 1. Baron Ferrers of Groby (1272–1325)
- Henry Ferrers, 2. Baron Ferrers of Groby (um 1302–1343)
- William Ferrers, 3. Baron Ferrers of Groby (1333–1371)
- Henry Ferrers, 4. Baron Ferrers of Groby (1356–1388)
- William Ferrers, 5. Baron Ferrers of Groby (1372–1445)
- Elizabeth Ferrers, 6. Baroness Ferrers of Groby (um 1419–1483) ⚭ Edward Grey, de iure uxoris 6. Baroness Ferrers of Groby (um 1415–1457)
- Thomas Grey, 1. Marquess of Dorset, 7. Baron Ferrers of Groby (1451–1501)
- Thomas Grey, 2. Marquess of Dorset, 8. Baron Ferrers of Groby (1477–1530)
- Henry Grey, 1. Duke of Suffolk, 9. Baron Ferrers of Groby (1517–1554)